# Tonnentierchen
Die Tonnentierchen (Coleps) sind eine der Gattungen des Taxons Prostomatea und gehören zu den Wimperntierchen (Ciliaten). Die länglichen bis ovalen Tonnentierchen erinnern mit ihrer festen Hülle aus überlappenden Panzerplatten entfernt an eine Tonne.

## Merkmale

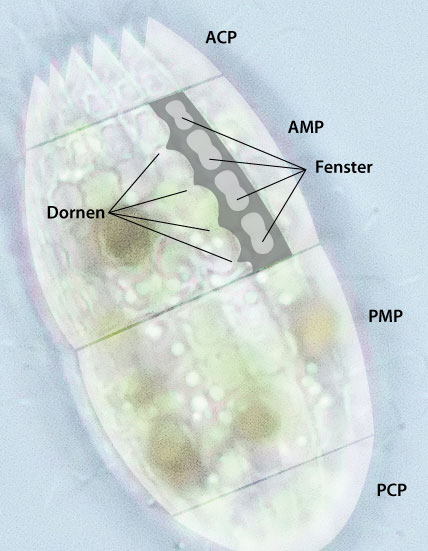
Die Panzerplattengürtel der Tonnentierchen: ACP = Anterior Corollary Plates (vordere Nebenplatten), AMP = Anterior Main Plates (vordere Hauptplatten), PMP = Posterior Main Plates (hintere Hauptplatten), PCP = Posterior Corollary Plates (hintere Nebenplatten)

Charakteristisches Merkmal der Tonnentierchen sind die unter dem Lichtmikroskop gut erkennbaren vier quer verlaufenden Gürtel aus sich überlappenden Platten, die aus calciniertem Polysaccharid bestehen. Zwei weitere Gürtel aus Panzerplatten sind unter dem Lichtmikroskop nicht zu erkennen: der umgebende Mund- und der Analgürtel. Sie sind in den Alveolen, flachen Vakuolen unter der Zellmembran (Pellicula), eingelagert. Die Panzerplatten weisen auf der einen Seite Dornen auf, die aber nicht ohne weiteres zu erkennen sind, da sie unterhalb der jeweils vorhergehenden Panzerplatte liegen. Ferner hat jede Panzerplatte charakteristische Fenster, die entweder brezel- oder nierenförmig sind.

## Fortbewegung
Mit Hilfe der Cilien am ganzen Körper und einer oder mehrerer caudalen (am Körperende gelegenen) Cilie(n) bewegen sich Coleps schnell fort. Längere Strecken legen Tonnentierchen geradlinig unter schneller Rotation um die Längsachse zurück.

## Vorkommen
Tonnentierchen kommen sowohl in Süßwasser als auch in Salzwasser vor. Sie sind weit verbreitet, hauptsächlich auf dem Grund von Gewässern und in Gewässern mit viel Detritus. Generell tolerieren Tonnentierchen geringe und sehr geringe Sauerstoffkonzentration und teilweise sogar anaerobe Bedingungen.
Tonnentierchen treten das ganze Jahr über auf, im Frühling etwas häufiger. In Ausnahmefällen wurden Konzentrationen von bis zu 10·106 Individuen pro Liter beobachtet. Normale Konzentrationen bewegen sich je nach Gewässer und Jahreszeit im Bereich von einigen 100 bis 10.000 Individuen pro Liter.

## Lebensweise

### Ernährung
Tonnentierchen fressen Algen, Bakterien, jagen andere Ciliaten und sogar Rädertierchen. Außerdem ernähren sie sich von abgestorbenem organischem Material. Einige Arten, zum Beispiel Coleps hirtus viridis und Coleps spetai, haben Zoochlorellen (Chlorella vulgaris), die ihnen einen Überlebensvorteil bei Nahrungsmangel verschaffen.

### Vermehrung

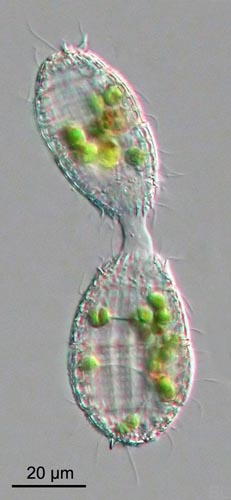
Coleps sp., Konjugation. Zwei gleich aussehende, aber sexuell verschiedene Partner sind an den Vorderenden miteinander verbunden und tauschen über eine Plasmabrücke genetisches Material aus.

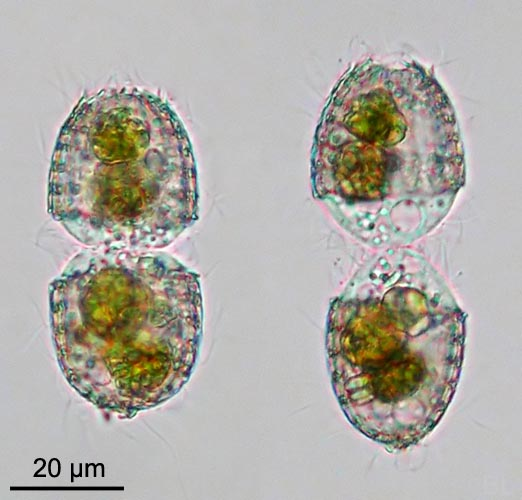
Coleps sp., frühe (links) und späte (rechts) Phase der Zellteilung

Tonnentierchen vermehren sich ungeschlechtlich durch Querteilung in zwei Tochterzellen. Nach der Zellteilung hat jedes der neuen Exemplare drei der sechs Gürtel (zwei der vier unter dem Lichtmikroskop erkennbaren) und bildet drei (zwei der sichtbaren) Gürtel neu. Unter bestimmten Bedingungen, wie zum Beispiel Nahrungsmangel, findet auch ein geschlechtlicher Vorgang statt, die Konjugation. Dabei verbinden sich zwei Individuen mit unterschiedlichen geschlechtlichen Merkmalen und bilden eine Plasmabrücke aus, durch die Erbinformationen ausgetauscht werden.

### Feinde
Tonnentierchen finden sich zu einem geringeren Anteil in der aufgenommenen Biomasse von Wirbellosen wieder, als ihre Häufigkeit nahelegen würde. Vermutlich verschafft ihnen ihre Panzerung einen gewissen Schutz vor bestimmten Fressfeinden. Bei Crustaceen der Gattung Thermocyclops wurde beobachtet, dass bis zu 9 % der Nahrung aus Coleps bestanden.

## Bedeutung für den Menschen
Tonnentierchen haben Bedeutung als Indikator für die Gewässerverschmutzung.
| Art            | Leitorganismus | Güteklasse                                |
| -------------- | -------------- | ----------------------------------------- |
| Coleps hirtus  | Ja             | β-mesosaprob                              |
| Coleps nolandi | Nein           | oligosaprob/β-mesosaprob bis α-mesosaprob |

Wegen ihres unter Umständen sehr zahlreichen Auftretens können Tonnentierchen, die über symbiontische Zoochlorellen verfügen, eine deutlich sichtbare Grünfärbung des Wassers von Seen hervorrufen, ganz ähnlich wie bei einer Algenblüte.
Arten der Gattung Coleps wurden als Ursache für den Tod von jungen Aquarienfischen, namentlich Corydoras, Sumatrabarben (Puntius cf. tetrazona) und Schwarzen Teleskopaugen ermittelt. Die Tonnentierchen hatten sich dabei mit ihrer Mundöffnung (Cytostoma) an das Deckgewebe (Epithel) und die Flossen der Fische festgeheftet. Die Sterblichkeitsrate lag in den beobachteten Fällen bei 20–90 %.
Im Bereich der Forensik wurde vom Vorkommen von Coleps sp. in Wunden und Körperöffnungen von Wasserleichen berichtet.
Coleps wurde 2025 zum Einzeller des Jahres gewählt.

## Arten (Auswahl)
- Coleps arenarius Bock, 1952
- Coleps arenicolus Dragesco, 1965
- Coleps bicuspis Noland, 1925
- Coleps crenarius Bock, 1952
- Coleps dentatus Lepsi, 1964
- Coleps elongatus (Ehrenberg, 1830) Kahl, 1930
- Coleps grandis Vacelet, 1961
- Coleps hirtus (O.F. Müller, 1786) Nitzsch, 1817
- Coleps niger Lepsi, 1964
- Coleps nolandi Kahl, 1930
- Coleps pulcher Spiegel, 1926
- Coleps remanei Kahl, 1933
- Coleps similes Kahl, 1933
- Coleps spinosus Vacelet, 1961
- Coleps spiralis Noland, 1937
- Coleps striata Smith, 1897
- Coleps tesselatus Kahl, 1930
- Coleps vesiculosus Lepsi, 1964[11]

### Optische Merkmale einiger häufiger Arten
| Art                   | Optische Merkmale |
| --------------------- | --- |
| Coleps hirtus hirtus  | Keine symbiontischen Zoochlorellen. Vier brezelförmige Fenster in den vorderen Hauptplatten (anterior mainplate) im Gegensatz zu C. spetai mit fünf. Die Kanten der Platten sind rau, aber nicht flügelartig erweitert wie bei C. spetai. Die Dornen der Panzerplatten sind versetzt zu den Fenstern angeordnet, nicht auf gleicher Höhe wie bei C. nolandi. |
| Coleps hirtus viridis | Hat symbiontische Zoochlorellen. Ansonsten exakt wie C. hirtus hirtus. |
| Coleps nolandi        | Keine Zoochlorellen. Dornen der Panzerplatten auf Höhe der Fenster. |
| Coleps spetai         | Symbiontische Zoochlorellen. Fünf Fenster in den vorderen Hauptlatten, anders als C. hirtus mit vier Fenstern. Die Kanten der Platten sind flügelartig erweitert. |